# Eshapura, Harapanahalli
Eshapura là một làng thuộc tehsil Harapanahalli, huyện Davanagere, bang Karnataka, Ấn Độ.